# Callaeoidea
I Calleoidei (Callaeoidea ) sono una superfamiglia di uccelli passeriformi dell'infraordine Passerida.

## Distribuzione e habitat
La superfamiglia Callaeoidea è diffusa in Nuova Zelanda.

## Tassonomia
La superfamiglia Callaeoidea comprende le seguenti famiglie:
- famiglia Notiomystidae Driskell et al., 2007 (1 specie)
- famiglia Callaeidae Sundevall, 1836 (5 spp.)